# Бенедикт I
Бенедикт I (лат. Benedictus; ? — 30 липня 579, Рим, Візантійська імперія) — шістдесят другий папа Римський (2 червня 575—30 липня 579), син Боніфація. Напади лангобардів утруднювали зв'язок з візантійським імператором Юстиніаном I, який мав привілей на погодження кандидатури на папський престол, тому місце глави церкви залишалось вакантним близько 11 місяців після смерті папи Іоанна III.
Через погроми лангобардів свідчень про правління папи Бенедикта I дуже мало.